# Euastrum lutkemulleri
Euastrum lutkemulleri là một loài Song tinh tảo trong họ Desmidiaceae, thuộc chi Euastrum.